# Solheim Cup 2019
Navigation
2017 2021
La Solheim Cup 2019, seizième édition de la Solheim Cup, s'est déroulée du 13 au 15 septembre 2019 à Gleneagles, en Écosse. L'équipe européenne, dont la capitaine est Catriona Matthew, s'impose sur le score 14 ½ à 13 ½ face à l'équipe américaine de Juli Inkster.

## Les équipes
| États-Unis                                          | États-Unis                           | Europe                  | Europe                               |
| --------------------------------------------------- | ------------------------------------ | ----------------------- | ------------------------------------ |
|                                                     |                                      |                         |                                      |
| Capitaines                                          |                                      |                         |                                      |
| Juli Inkster                                        | Juli Inkster                         | Catriona Matthew        | Catriona Matthew                     |
| Juli Inkster, debout, la main gauche sur la hanche. |                                      |                         |                                      |
| Assistantes                                         |                                      |                         |                                      |
| Pat Hurst                                           | Pat Hurst                            | Laura Davies            | Laura Davies                         |
| Nancy Lopez                                         | Nancy Lopez                          | Kathryn Imrie           | Kathryn Imrie                        |
| Wendy Ward (en)                                     | Wendy Ward (en)                      | Melissa Reid            | Melissa Reid                         |
| Joueuse                                             | Note                                 | Joueuse                 | Note                                 |
| Lexi Thompson                                       | 4e participation                     | Georgia Hall            | 2e participation                     |
| Nelly Korda                                         | 1re participation                    | Anne van Dam (en)       | 1re participation                    |
| Marina Alex (en)                                    | 1re participation                    | Caroline Masson         | 4e participation                     |
| Brittany Altomare (en)                              | 1re participation                    | Caroline Hedwall (en)   | 4e participation                     |
| Danielle Kang                                       | 2e participation                     | Carlota Ciganda         | 4e participation                     |
| Jessica Korda                                       | 2e participation                     | Charley Hull            | 4e participation                     |
| Megan Khang (en)                                    | 1re participation                    | Azahara Muñoz           | 4e participation                     |
| Annie Park (en)                                     | 1re participation                    | Anna Nordqvist          | 6e participation                     |
| Lizette Salas (en)                                  | 4e participation                     | Céline Boutier          | Choix du capitaine 1re participation |
| Angel Yin (en)                                      | 2e participation                     | Bronte Law (en)         | Choix du capitaine 1re participation |
| Morgan Pressel                                      | Choix du capitaine 6e participation  | Suzann Pettersen        | Choix du capitaine 9e participation  |
| Ally McDonald (en)                                  | Choix du capitaine 1re participation | Jodi Ewart Shadoff (en) | 3e participation                     |